# Andělská Hora, Bruntál
Andělská Hora là một thị trấn thuộc huyện Bruntál, vùng Moravskoslezský, Cộng hòa Séc.